# محيط الأرض

طريقة إراتوستينس لتحديد محيط الأرض، حيث تظهر أشعة الشمس على أنها شعاعان تضربان الأرض في موقعين في مصر - (أسوان) والإسكندرية.

محيط الأرض، هي المسافة حول الأرض وتحديدا حول القطبين، تبلغ ما يقارب من 40,000 كيلومتر أو 21,600 ميل بحري بحسب وحدة القياس المستخدمة.
كان قياس محيط الأرض مهمًا للملاحة منذ العصور القديمة. وأول محاولة علمية في التاريخ لقياس وحساب محيط الأرض قام بها عالم الجغرافيا اليوناني إراتوستينس ، حيث قارن أرتفاع قرص الشمس في منتصف النهار في مكانين مختلفين في الشمال والجنوب بينهما مسافة معروفة .
في العصر الحديث، تم استخدام محيط الأرض لتحديد الوحدات الأساسية لقياس الطول، فظهرت وحدة الميل البحري في القرن السابع عشر والمتر في القرن الثامن عشر. يبلغ طول المحيط القطبي للأرض (المسافة بين القطبين) حوالي 21,600 ميل بحري، لأن وحدة الميل البحري كان الهدف منها هو التعبير عن 1/60 من درجة خط العرض (أي 60 × 360) ، وهو ما يساوي 21,600 جزء من المحيط القطبي. بينما يبلغ طول المحيط القطبي للأرض حوالي 40,000 كيلومتر، لأنه وحدة (المتر) تم تعريفها في الأصل على أنها واحد من 10 ملايين من المسافة المحيطية من القطب إلى خط الاستواء. وقد بقي طول كل وحدة من وحدات القياس قريبًا مما تم تحديده في ذلك الوقت، ولكن دقة قياس محيط الأرض تحسنت منذ ذلك الحين.
يتم التعامل مع الأرض على أنها كرة، لذا فإن قياس محيط الأرض هو أهم قياس لها. الأرض تنحرف في الواقع عن الشكل الكروي المتجانس بمقدار 0.3٪، كما أنها تتميز بالتسطح عند القطبين. وباستخدام الأجهزة العلمية في العصر الحالي تم حساب محيط الأرض بدقة بالغة حيث يبلغ حول خط الاستواء 40,075.017 كيلومتر (24,901.461 ميل) وحول القطبين 40,007.863 كيلومتر (24,859.734 ميل) 

## تاريخ القياس

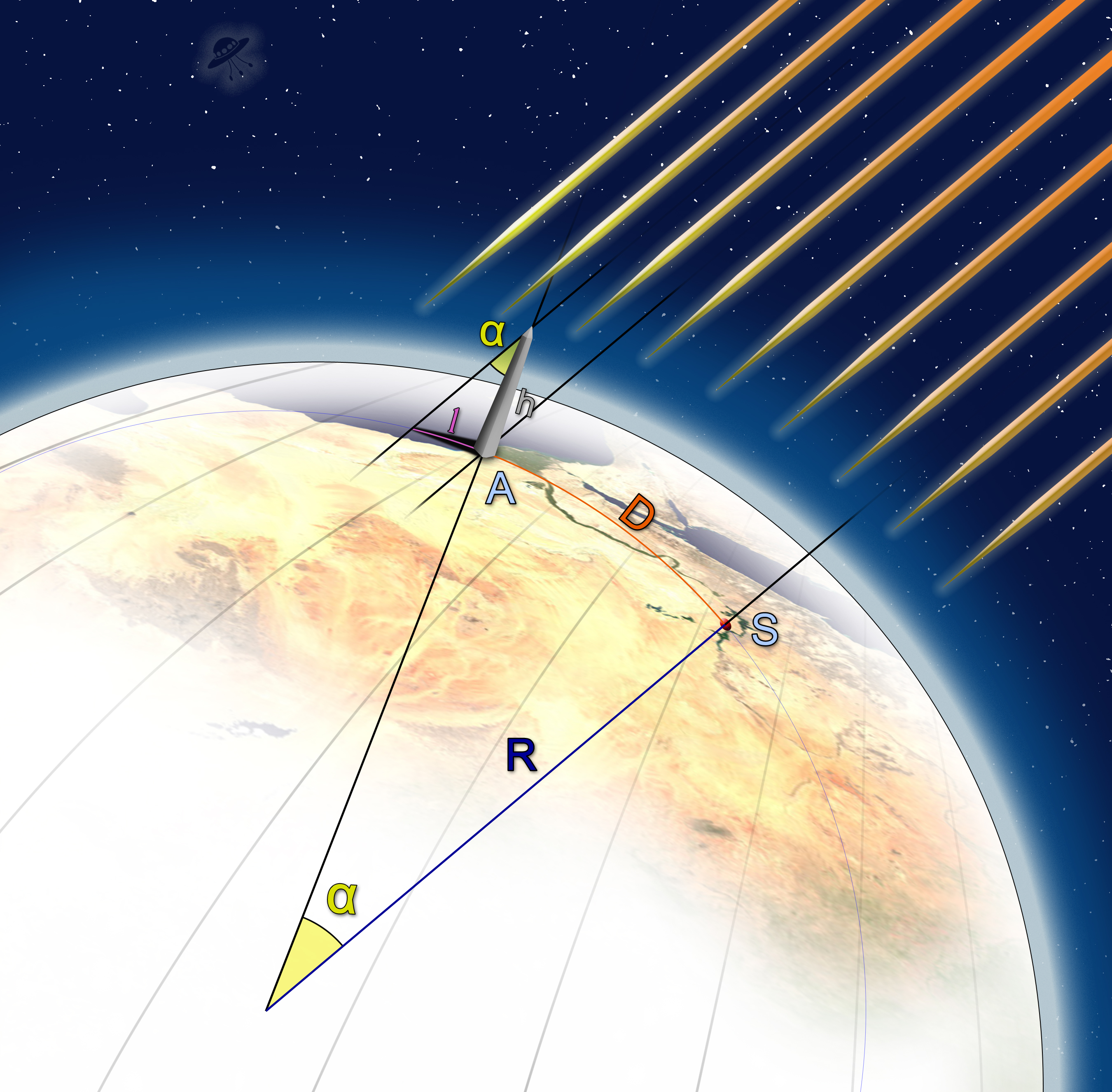
قياس محيط الأرض باستخدام طريقة النزوح الزاوي بين مدينتين بينهما مسافة معروفة

### الحضارة اليونانية
في عام 200 قبل الميلاد، استخدم عالم الفلك اليوناني إراتوستينس الفكرة التي تبناها أرسطو سابقا لقياس محيط الأرض، وهي أنه إذا كانت الأرض كروية، فستظهر النجوم البعيدة في سماء الليل في مواقع مختلفة للمراقبين عند خطوط العرض المختلفة . عرف إراتوستينس أنه في اليوم الأول من فصل الصيف تمر الشمس مباشرة بشكل عامودي فوق مدينة سين (تعرف اليوم باسم أسوان) في مصر. وفي منتصف ذلك اليوم في الصيف التالي قام إراتوستينس بقياس النزوح الزاوي للشمس في مدينة الإسكندرية التي تبعد 5000 ستاديون عن مدينة سين. ووجد أن الإزاحة الزاوية كانت 7.2 درجة. وبما أن هناك 360 درجة في الدائرة، فهذا يجعل 7.2 درجة تعادل 1/50 من الدائرة. وفي علم الهندسة فإن نسبة 1/50 هي نفس نسبة المسافة بين مدينة سين والإسكندرية إلى محيط الأرض الكلي. وبالتالي استطاع إراتوستينس تقدير محيط الأرض بضرب المسافة بين المدينتين وهي 5000 ستاديون في 50 فصار الناتج 250,000 ستاديون أو ما يعادل 39,425 كم. أي بهامش خطأ يقل عن 1% من القياسات الحديثة.
قام بوسيدونيوس وهو مؤرخ وفيلسوف وجغرافي يوناني بحساب محيط الأرض بالرجوع إلى موقع النجم كانوبوس. لاحظ بوسيدونيوس أن النجم كانوبوس يظهرعلى خط الأفق في جزيرة رودس ولكن ليس فوق الأفق تماما، بينما في مدينة الإسكندرية فقد رآه يصعد بمقدار 7.5 درجة فوق الأفق . كانت جزيرة رودس تبعد مسافة 5000 ستاديون شمال الإسكندرية كما قدرها بوسيدونيوس، وبناءا على الفرق في ارتفاع النجم في الموقعين فقد حسب المسافة بينهما على أنها 1/48 من الدائرة، وبالتالي استطاع بوسيدونيوس حساب قيمة محيط الأرض بضرب 5,000 في 48 فكان الناتج هو 240 ألف ستاديون. يُعتقد أن قيمة الـ ستاديون التي استخدمها بوسيدونيوس كانت تقريبًا 1/10 من الميل في نظام القياس الحديث. لذا فإن قيمة محيط الأرض التي قاسها بوسيدونيوس والبالغة 240 ألف ستاديون تكافئ 24,000 ميل (39,000 كم) ، وهو رقم لا يقل كثيرًا عن المحيط الحقيقي للأرض البالغ 24,901 ميل (40,074 كم). ذكر المؤرخ اليوناني سترابو أن المسافة بين رودس والإسكندرية هي 3750 ستاديون ، وأن تقدير بوسيدونيوس لمحيط الأرض كان في الحقيقة 180 ألف ستاديون أو ما يعادل 18 ألف ميل (29 ألف كيلومتر). أشار بليني الأكبر إلى الطريقة التي أستخدمها بوسيدونيوس في تقدير محيط الأرض من دون أن يذكر أسمه ولاحظ بليني أن هيبارخوس قد أضاف ما يقارب 26,000 ستاديون على القيمة التي حسبها بوسيدونيوس. المسافة بين رودس والإسكندرية التي حسبها سترابو بالإضافة إلى القيم المختلفة لوحدة الـ ستاديون في الوحدات اليونانية والرومانية أدت إلى حدوث جدل وارتباك مستمر حول قيمة محيط الأرض التي حسبها بوسيدونيوس. استخدم بطليموس قيمة 180 الف ستاديون التي حسبها بوسيدونيوس في كتابه الجغرافيا (وهي قيمة تقل بمقدار 33% عن القيمة الصحيحة لمحيط الأرض). ولاحقا أعتمد كريستوفر كولومبوس على هذه القيمة لحساب مسافة الإبحار إلى الهند ووجد أنها تعادل 70,000 ستاديون (ما يقارب 11 ألف كم).

### العصر الذهبي للإسلام
في عام 830 م، كلف الخليفة عبد الله المأمون مجموعة من علماء الفلك المسلمين بقيادة الخوارزمي بقياس المسافة من مدينة بالميرا (تدمر حاليا) إلى مدينة الرقة في سوريا اليوم. وبناءا على هذه المسافة كانت حساباتهم لمحيط الأرض ضمن مدى 15٪ من القيمة المعروفة اليوم وربما أقل بكثير. في الواقع لا يعرف مدى دقة هذه الحسابات بسبب عدم الدقة في التحويل بين الوحدات العربية في العصور الوسطى والوحدات الحديثة، ولكن على أي حال، فإن الطرق والأدوات البدائية المستخدمة لم تكن تسمح بقياس محيط الأرض بدقة أفضل من حوالي 5٪.
عثر على مخطوطة عام 1073 كتبها عالم الفلك البيروني ذكرت فيها طريقة أفضل وأسهل لحساب محيط الأرض. وعلى عكس أسلافه الذين قاسوا محيط الأرض برؤية الشمس في نفس الوقت من موقعين مختلفين، طور البيروني طريقة جديدة عن طريق استخدام الحسابات المثلثية، بناءً على قيمة الزاوية بين سهل وقمة جبل، مما جعل قياس هذه الزاوية ممكنًا من قبل شخص واحد يقف في مكان واحد. قام البيروني بالوقوف أعلى قمة جبل وقياس زاوية الميل المغناطيسي جنبًا إلى جنب مع ارتفاع الجبل (والذي كان قد حسبه مسبقًا) ، وتطبيق هذه القياسات على قانون الجيب. كان هذا هو أول استخدام معروف لزاوية الميل المغناطيسي وأول استخدام عملي لقانون الجيب. ومع ذلك، لم يتمكن البيروني باستخدام هذه الطريقة من الحصول على نتائج أكثر دقة من الطرق السابقة بسبب بدائية الأدوات المستخدمة. ولذا قبل البيروني بالقيمة التي حسبها علماء الفلك في عهد المأمون في القرن الماضي.